# Marcel Valtat
Pour les articles homonymes, voir Valtat.
Marcel Valtat, né le 6 mars 1923 à Paris où il est mort le 20 décembre 1993, résistant communiste français, dirigeant d’un cabinet de relations publiques et de conseil en communication connu comme lobbyiste de l’industrie de l’amiante, est aussi un ancien journaliste à L’Humanité jusqu’en 1947, journal et parti qu’il quitta au moment du départ de Charles Tillon du gouvernement Charles de Gaulle. Il sera aussi éditeur.

## Biographie
Marcel Valtat est le fils unique issu du second mariage de sa mère, Maria Layma (1895-1977), originaire de Tauriac (Lot), avec Louis Valtat, (1872-1958) fonctionnaire des PTT. Louis Valtat est l’un des membres fondateurs de la CGT Poste. La famille, originaire de Saint-Léger-Vauban (Yonne), est très active dans le mouvement ouvrier et adhérente au Parti communiste. En raison du pacte germano-soviétique, Louis Valtat sera interné au début de la seconde Guerre mondiale. 

### La Résistance
Sa mère, personnalité importante du Parti et de la Résistance, entraînera son fils dans cette voie. Le 13 juin 1942, il se marie à Saint-Léger-Vauban et échappe de peu avec sa mère à une rafle. Trois officiers de la Gestapo se présentent au milieu de la noce, n'arrêtent personne mais font une mise garde et donnent le nom de la personne qui les a dénoncés pour « réunion de communistes » : la veuve P…. Maria, prudente, décide quelques jours plus tard d'entrer dans la clandestinité. Marcel Valtat sera arrêté à Paris la même année et incarcéré à la prison de la Santé, d'où il s'évadera avec d’autres prisonniers de la Gestapo grâce à la complicité des gardiens.

### Après-guerre
Du 10 septembre 1944 au 21 novembre 1945, il participe au cabinet de Charles Tillon, alors ministre de l'Air dans le gouvernement de Charles de Gaulle, où il se voit confier la mission d'aller en Allemagne pour convaincre des scientifiques nazis «peu impliqués dans le national-socialisme sauf circonstances atténuantes»  de venir travailler pour la France afin d'y développer la bombe atomique (Projet Gerboise bleue). Il rate de peu Wernher von Braun, recherché par la France, mais qui se livre à l'armée américaine et part en septembre 1945 aux États-Unis. 
Au mois de novembre 1948, Marcel Valtat proposera à Armand Simonnot (« commandant Théo » dans la résistance), ami et frère d'armes de sa mère, le poste de garde du corps de Charles Tillon. Armand accepte et une amitié indéfectible se noue entre les deux hommes. 
Sa démission du Parti communiste fait de Marcel Valtat, durant près de dix ans, un « mouton noir » devant lequel toutes les portes se ferment dans les milieux de gauche. Pour faire vivre sa famille, il part dans le sud et, à Aix en Provence, il décide d’apprendre la poterie chez un ancien combattant républicain durant la guerre civile espagnole. Quelques années plus tard, il s’installera à Cannes et créera son propre atelier de poterie. 
En 1955, il délaisse la poterie et remonte à Paris pour créer un département de relations publiques au sein de l'agence de publicité Synergie. C’est là qu’il découvrira les problèmes inhérents au monde de l’entreprise. 
En 1962, il crée « Communications économiques et sociales » (C.E.S.), cabinet spécialisé dans le conseil aux industriels, qui représentera de grandes compagnies comme Ferrodo, Valeo, Eternit, EDF, la SNCF, des chantiers navals, des avionneurs, des fabricants de véhicules automobiles… Il travaillera notamment pour des syndicats professionnels et des grandes entreprises dans l’alimentaire, les services, la production, Saint-Gobain, les briquets Flaminaire, les Vins de France, La Meunerie française, le lobby du sucre, des assureurs… Il conseille aussi les industriels de l'amiante regroupés au sein de l'Association française de l'amiante (A.F.A.).
En tant qu'éditeur, il publiera de nombreux ouvrages dont notamment Numéro Spécial, magazine sans date de parution fixe (l’actualité commandant le rythme), une quinzaine de collections de livres sur les métiers, l’apprentissage, Sadate pharaon d'Égypte de Thierry Desjardins, plusieurs volumes de collection sur Le vieux Paris, Le vin se met à table de Jacques Puisais, Colette au temps des Claudines de Marie-Jeanne Viel, 10 ans de prise d’Otages…
Le 31 mai 1966, il organise le colloque de Saint-Nom-la-Bretèche pour le compte du Syndicat national des blanchisseries et teinturiers industriels que préside Roger Millot, membre du Conseil économique et social, dont le thème est le Souci de la qualité dans les professions de service.
En 1969 se tient à Stockholm un congrès scientifique qui veut faire connaître la toxicité du DDT. Les fabricants inquiets font appel à C.E.S. Un autre congrès de dénégation de la toxicité du DDT est organisé et inauguré par le gouvernement de Jacques Chaban-Delmas et son ministre de l'Agriculture, Jacques Duhamel.

### Le scandale de l'amiante
Les industriels américains et européens producteurs d'amiante se réunissent à Londres le 24 novembre 1971, à la suite des alertes de scientifiques et de médecins au sujet de ce produit minéral. En 1975, l'État est obligé d'entreprendre des travaux de désamiantage à l'Université de Jussieu et une remise aux normes à partir de 1996. En décembre 1976 le Centre international de recherche sur le cancer (CIRC), organise une conférence à l’issue de laquelle l’amiante est classé cancérigène. Le professeur Jean Bignon écrit à ce sujet au premier ministre Raymond Barre, une lettre très documentée alertant les pouvoirs publics sur les risques pour la santé des populations dans les années à venir. Les industriels ne tardent pas à réagir : ils confient la coordination de leur contre-offensive médiatique à C.E.S. qui s'attelle à mettre en cause la crédibilité d'Henri Pézerat, chercheur en toxicologie.
En 1982, Marcel Valtat demande à Dominique Moyen, directeur général de l'Institut national de recherche et de sécurité (INRS, qui est financé par la CNAMTS, Caisse nationale de l'assurance maladie des travailleurs salariés, son autorité de tutelle) de participer à la création d'un « Comité permanent amiante » (C.P.A.): Dominique Moyen accepte. Ce comité réunit un puissant « capital de crédibilité » : représentants de l'industrie, des ministères du travail, de la santé, de l'industrie, de la recherche, du logement, délégués des principales centrales syndicales de salariés, scientifiques de notoriété internationale, associations de consommateurs… qui ont en commun d'être favorables à l'utilisation de l'amiante, en raison de son faible coût, mais aussi, pour les syndicats, en raison des emplois concernés. En 1986, le rapport produit par le C.P.A. souligne les doutes sur la dangerosité de l'amiante et recommande une utilisation avec quelques précautions, ce qui détermine le gouvernement français à se démarquer des États-Unis qui eux, interdisent l'amiante. Entre 1991 et 1993, Marianne Saux sera chargée de définir les modalités d'application des textes de la médecine du travail.
Le dernier grand succès du C.P.A. date de 1992, lorsque la présence d'amiante est dénoncée dans les plafonds d'une école de Pontoise. L'école est fermée, mais un instituteur alerte la CGT qui consulte le C.P.A., dont cinq membres viendront rassurer les familles. L'école rouvre ses portes après étude. Les procès-verbaux du C.P.A. sont adoptés à l'unanimité par ses membres ce qui rassure les parents. 
La mort de Marcel Valtat survient le 20 décembre 1993 : Jean-Pierre Hulot lui succède à la direction de C.E.S. Les études reliant l'exposition à l'amiante aux pathologies annoncées par Jean Bignon et Henri Pézerat, se multiplient, ce qui affaiblit le C.P.A. : les premiers à s'en retirer sont les syndicats, suivis le 25 septembre 1995 par les représentants des ministères et d'organismes publics comme l'I.N.C. ou la Sécurité sociale. Les pro-amiante ne désarment pas pour autant : le 19 octobre 1996, le géochimiste Claude Allègre, qui préconise l'enrobage (encapsulage) de l'amiante plutôt que son enlèvement, dénonce un « phénomène de psychose collective ».
Comme Claude Allègre qui a pris sa succession dans l'espace médiatique, Marcel Valtat considérait les lanceurs d'alerte comme des « paranoïaques opposés au progrès ». Son lobbying pro-amiante en faveur des industriels, venant d'un ancien communiste, interroge son éthique, mise en cause par Alain-Claude Galtié, Fabrice Nicolino et François Veillerette, puis, après sa mort, par Pierre Bitoum et par le professeur en médecine Claude Got dans son nouveau rapport de 1998 confirmant la toxicité de l'amiante, où il souligne que l'action de Marcel Valtat auprès des responsables politiques, a retardé jusqu'au 1er janvier 1997 l'interdiction de l'amiante en France, ce qui s'est traduit par la maladie et la mort pour des dizaines de milliers de travailleurs dont les souffrances auraient pu être évitées.